# Valentin Wiery

Valentin Wiery, Lithographie von August Prinzhofer, 1859

Valentin Wiery (* 12. Februar 1813 in St. Marein bei Wolfsberg; † 29. Dezember 1880 in Klagenfurt) war Bischof von Gurk.

## Leben
Valentin Wiery wurde im Lavanttal als Sohn eines Maurermeisters geboren und wurde von einem Onkel väterlicherseits adoptiert, der jedoch nach drei Jahren verstarb. Der Knabe kam dann zu einem Onkel mütterlicherseits nach Klagenfurt und besucht dort die Schule. Wiery trat anschließend in das Klagenfurter Priesterseminar ein und erlernte die slowenische Sprache. Am 24. August 1835 wurde er durch den Lavanter Bischof Ignaz Zimmermann zum Priester geweiht. Die folgenden drei Jahre verbrachte er im Weltpriesterinstitut St. Augustin in Wien. 1838 promovierte er zum Doktor der Theologie, wurde dann Kaplan in St. Marein bei Cilli und wurde nach vier Monaten als Spiritual an das Gurker Priesterseminar nach Klagenfurt berufen. Durch seine Sprachkenntnisse konnte er auch die slowenischen Theologen in deren Muttersprache unterrichten. 1844 wurde er Konsistorialrat der Diözese Lavant und wurde noch im selben Jahr Mitglied des Domkapitels. 1849 nahm er als Fachtheologe an der großen Versammlung der Bischöfe in Wien teil. 1851 berief ihn der Salzburger Erzbischof in sein Domkapitel und ernannte ihn zum Direktor des Salzburger Priesterseminars.

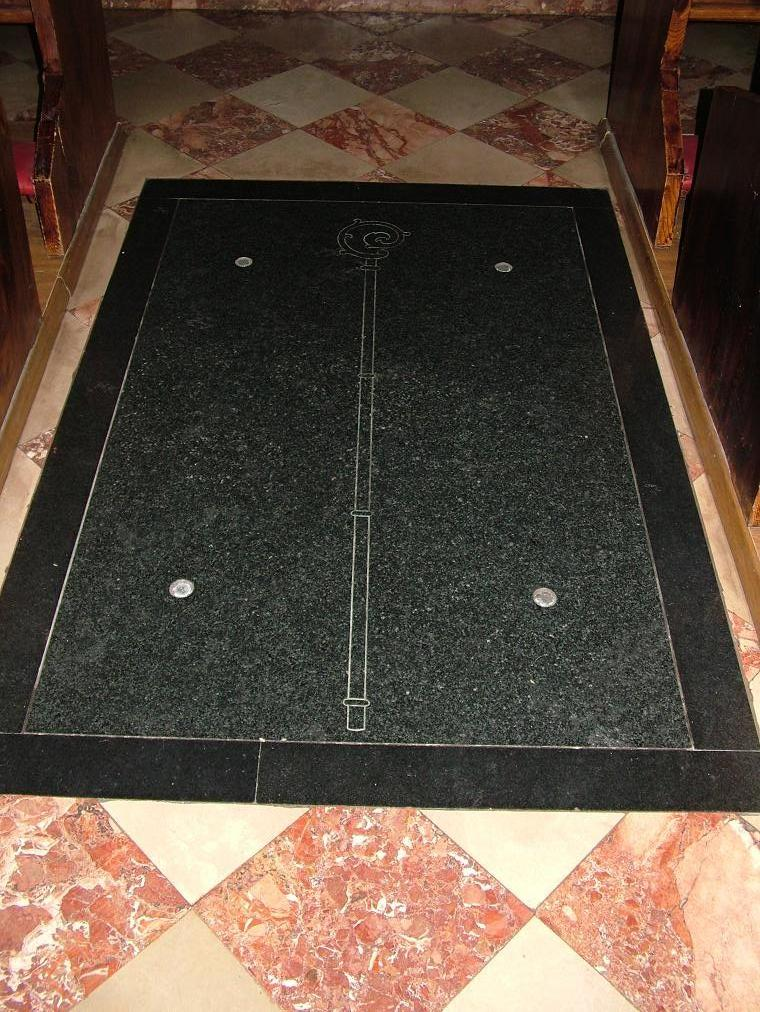
Gruft der Bischöfe Wiery, Hefter und Köstner

1858 wurde er zum Bischof von Gurk ernannt, seine Konfirmation erfolgte am 20. November 1858, am 8. Dezember 1858 wurde er im Klagenfurter Dom inthronisiert. In das erste Jahr seiner Regierungszeit fiel ein für Kärnten kirchenhistorisch bedeutsames Ereignis: Die Diözese Lavant, zu der auch sein Geburtsort gehörte, wurde am 1. Juni 1859 mit der Diözese Gurk vereinigt, und die Landesgrenzen von Kärnten deckten sich von nun an mit den Diözesangrenzen. Der Bischofssitz von St. Andrä im Lavanttal übersiedelte nach Marburg an der Drau (Maribor).
1851 wurde in Klagenfurt der slowenische St.-Hermagoras-Verein gegründet und von Bischof Wiery in eine kirchliche Bruderschaft umgewandelt. 1869 nahm Bischof Wiery am 1. Vatikanischen Konzil in Rom teil. Unter Bischof Wiery wurde ein erneutes Verfahren zur Heiligsprechung der Hemma von Gurk eingeleitet, welches jedoch nicht mehr in seiner Regierungszeit beendet wurde. Mit der neuen Verfassung von 1861 wurde der Bischof gleichzeitig Mitglied des Herrenhauses und des Kärntner Landtages.
Im November 1879 nahm er an der Bischofskonferenz in Wien teil. Nach seiner Rückkehr machte sich ein böses Geschwür an seinem linken Fuß bemerkbar. Bei der Feier des Weihnachtsfestes in der Klagenfurter Domkirche erhielt er die Sterbesakramente und verstarb am 29. Dezember, nachdem am Tag zuvor noch der Segen des Papstes eingelangt war. Bischof Wiery wurde auf eigenen Wunsch in der Gruft unter der Franz-Xaver-Kapelle des Klagenfurter Doms beigesetzt und ist somit der erste Gurker Bischof, der im Klagenfurter Dom seine letzte Ruhe fand.